# Haus Lévis

Wappen der Lévis

Das Haus Lévis, heute auch bekannt als Lévis-Mirepoix, ist eine Familie des französischen Adels, die ursprünglich aus dem Dorf Lévis (heute Lévis-Saint-Nom im Département Yvelines) stammt und das seit dem 12. Jahrhundert Vasallen der Herren von Montfort-l’Amaury war. Durch die Vergabe der Herrschaft Mirepoix durch Simon de Montfort an Gui I. de Lévis nach dessen Teilnahme am Albigenserkreuzzug im 13. Jahrhundert wurden sie eine mächtige Familie im Languedoc. Die Lévis hatte bis zu elf Zweige, von denen sechs unter dem Ancien Régime Herzogstitel erlangten. Zehn von ihnen sind heute ausgestorben, darunter alle französischen herzoglichen Zweige. Nur der Zweig von Léran, der den Namen Lévis-Mirepoix angenommen hat, ist noch erhalten.

## Legende
Wie die meisten großen Familien der Île-de-France führten die Lévis ihre mythischen Ursprünge auf einen der Begleiter des Frankenkönigs Chlodwig I. (frz. Clovis) zurück. Sie konkurrierten mit den Montmorency um die Ehre, dass ihr Vorfahre gleich nach Clovis von Remigius von Reims getauft wurde (daher das Motto: « Dieu aide au second chrétien Lévis » „Gott hilft dem zweiten Christen Lévis“). Sie behaupteten auch – durch Homophonie mit dem jüdischen Stamm Levi – mit der Jungfrau Maria verwandt zu sein, und einige zögerten nicht einmal, das Ave Maria zu modifizieren: „Gegrüßest seist du Maria, meine Cousine, voll der Gnade...“

## Herkunft
Der erste mit Sicherheit bezeugte Herr von Lévis ist Philipp I. (2. Hälfte des 12. Jahrhunderts), Herr von Lévis und Vater von Gui I. de Lévis, Seigneur de Mirepoix. Seine Vorfahren sind nicht bekannt. Die Region um Lévis befand sich in der Gerichtsbarkeit der Stadt und des Kastellans von Chevreuse, die selbst zur Grafschaft Montfort-l’Amaury gehörten; Philippe I. wird 1191 als Verwandter (consanguineus) von Gui de Chevreuse genannt.

## Geschichte
Gui I. de Lévis, der zweite Sohn von Philippe I., kämpfte in den Albigenserkreuzzügen, und war Lieutenant seines Lehnsherrn Simon de Montfort, von dem er das Lehen Mirepoix erhielt, was erst mit dem Vertrag von Paris (1229) rechtskräftig wurde. Die Lévis nahmen den Titel „Marschall von Albigeois“ oder „Marschall von Mirepoix“ an, der erblich war und Ende des 15. Jahrhunderts in „Marschall des Glaubens“ (Maréchal de la Foi) umgewandelt wurde. Das Land des Marschalls, das an die Lévis fiel, war 563 Jahre im Besitz der Familie; die Stadt Mirepoix als Zentrum wurde 1317 von Papst Johannes XXII. zum Bischofssitz erhoben. Das Gebiet wurde im 17. Jahrhundert zum Marquisat ernannt.

## Zweige der Familie
- Die Lévis-Léran und Lévis-Ajac (François-Gaston de Lévis erhielt vom König im Tausch gegen Vélizy das Lehen Avesnes-le-Comte, das 1784 zum Herzogtum erhoben wurde; er trug danach den Titel eines Duc de Lévis).
- Die Herren von Montbrun und Pennes
- Die Vicomtes de Lautrec, Comtes de Villars (durch die Ehe von Philippe III. de Lévis, Vicomte de Lautrec, mit Éléonore de Villars, Dame de Buys), Seigneurs de La Roche im Velay
- Die Barone von La Voulte (durch die Ehe mit Antoinette d’Anduze), Marquis d’Annonay, Grafen und Herzöge von Ventadour (bezogen auf die Burg Ventadour in Moustier-Ventadour), ebenfalls durch Heirat erworbene, 1578 zum Herzogtum erhoben; die Herzöge von Ventadou wurden 1589 zu Pairs de France ernannt;[3] das Château de Ventadour in Meyras (Département Ardèche), war ebenfalls im Familienbesitz, ist aber nicht namengebend.
- Die Comtes de Charlus, die 1723 zu Herzögen von Lévis erhoben wurden.
- Die Herren von Lévis und Florensac
- Die Herren von Couzan und Lugny (durch Verbindung mit der Familie Damas)
- Die Barone und Grafen (1574) von Caylus

## Wichtige Angehörige der Familie

### Linie Mirepoix
- Gui I. de Lévis († 1233), Seigneur de Mirepoix.
- Gui II. de Lévis († vor 1261), Seigneur de Mirepoix ; ⚭ um 1226 Jeanne de Bruyères
- Gui III. de Lévis (1240–1299), Seigneur de Mirepoix
- Pierre de Lévis-Mirepoix († 1330), Bischof von Maguelonne, dann Bischof von Cambrai und Bischof von Bayeux
- Philippe de Lévis († 1475), Erzbischof von Auch, dann Erzbischof von Arles, Kardinal
- Eustache de Lévis († 1489), Kardinal, Erzbischof von Arles
- Philippe de Lévis (1466–1537), Bischof von Mirepoix
- Gaston Pierre de Lévis (1699–1757), Marquis, später 1. Duc de Mirepoix, Marschall von Frankreich
- Guy Henri Joseph de Lévis, Marquis de Gaudiès, 1827 Pair de France
- Léo Guy Antoine de Lévis, Marquis de Gaudiès, 1829 Pair de France, dessen Sohn.

### Linie Florensac
- Philippe II. de Lévis († 1451), Seigneur de Florensac, ⚭ Isabeau de Poitiers-Saint-Vallier, Schwiegereltern von Louis de Crussol
- Marc-Antoine de Lévis, Baron de Lugny (1739–1794)

### Linie Ventadour
- François de Lévis de Ventadour († 1535), Bischof von Tulle
- Gilbert III. de Lévis († 1591), Comte, dann 1. Duc de Ventadour
- Anne de Lévis († 1622), 2. Duc de Ventadour, dessen Sohn
- Anne de Lévis de Ventadour († 1662), Bischof von Lodève, dann Erzbischof von Bourges, dessen Sohn
- Henri de Lévis († 1680), 3. Duc de Ventadour, dann geistlich, dessen Bruder
- Charles de Lévis († 1649), Bischof von Lodève, dann 4. Duc de Ventadour, dessen Bruder
- François Christophe de Lévis († 1661), Duc de Damville, deren Bruder
- Louis Hercule de Lévis de Ventadour († 1679), Bischof von Mirepoix, deren Bruder
- Louis-Charles de Lévis († 1717), 5. Duc de Ventadour, Sohn von Charles de Lévis; ⚭ Charlotte de La Mothe-Houdancourt (1654–1744), Gouvernante der königlichen Kinder Frankreichs
- Anne Geneviève de Lévis († 1727), deren Tochter; ⚭ (1) 1691 Louis-Charles de La Tour d’Auvergne, genannt Prince de Turenne († 1692); ⚭ (2) 1694 Hercule Mériadec de Rohan, Duc de Rohan-Rohan, Prince de Soubise († 1749)

### Linie Charlus
- Charles-Eugène de Lévis-Charlus (1669–1734), Duc de Lévis-Charlus, Lieutenant-général.

### Linie Caylus
- Jacques de Lévis (1554–1578), Comte de Caylus, Mignon Heinrichs III.

### Linie Léran

#### Älterer Zweig
- Henri-Gaston de Lévis (1712–1787), Bischof von Pamiers von 1741 bis 1787
- François-Gaston de Lévis (1719–1787), Duc de Lévis, Marschall von Frankreich
- Pierre-Marc-Gaston de Lévis (1764–1830), 2. Duc de Lévis, Mitglied der Académie française, dessen Sohn
- Gaston-François-Christophe de Lévis (1794–1863), 3. Duc de Lévis, dessen Sohn

#### Jüngerer Zweig
- Charles Philibert Marie Gaston de Lévis-Mirepoix (1753–1794), Maréchal de camp
- Charles François Henri de Lévis-Mirepoix (1849–1915), dessen Enkel, Duque de San Fernando Luis
- Antoine de Lévis-Mirepoix (1884–1981), dessen Sohn, Duque de San Fernando Luis, Historiker, Romancier, Mitglied der Académie française
- Philomène de Lévis-Mirepoix (1887–1978), dessen Schwester, Schriftstellerin unter dem Pseudonym Claude Silve, Prix Femina 1935
- Athanase Gustave Charles Marie de Lévis-Mirepoix (1792–1851), jüngerer Sohn von Charles Philibert Marie Gaston, Pair de France von 1827 bis 1830
- Félix de Lévis-Mirepoix (1846–1928), dessen Enkel
- Emmanuel de Lévis-Mirepoix, Prince de Robech, Grande von Spanien (1909–1951), dessen Neffe, Historiker und Homme de lettres.